# Vikomství

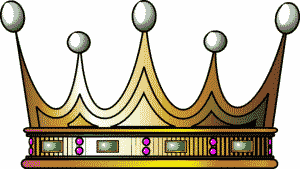
Hodnostní koruna francouzského vikomta

Vikomství (franc. Vicomté) je označení pro panství vlastněné vikomtem. Původně se jednalo o označení územní jurisdikce, kterou jménem krále nebo vévody vykonával důstojník s titulem vikomt.

## Historie
První vikomství byla koncipována jako vojenské obvody, složené z několika kastelánií.
Významné baronie byly v průběhu 14.–15. století povyšovány na vikomství. V rámci hierarchie taková panství stála mezi baronií a hrabstvím. Vikomt se stal lenním pánem, původní vojenský titul již užíván nebyl.
Během starého režimu byl tento titul používán méně, ve prospěch hrabství a markýzství. Titul vikomta i vikomství byl zrušen v roce 1789.